# Sylwestryszki
Sylwestryszki (lit. Silvestriškė) – chutor na Litwie, w okręgu uciańskim, w rejonie ignalińskim, w gminie Nowe Daugieliszki.
Dawniej używana nazwa – Musztyny.

## Historia
W czasach zaborów zaścianek w gminie Daugieliszki, w powiecie święciańskim, w guberni wileńskiej Imperium Rosyjskiego. W 1905 roku liczył 6 mieszkańców, 22 dziesięciny, własność Światopełk-Mirskiego.
W dwudziestoleciu międzywojennym zaścianek leżał w Polsce, w województwie wileńskim, w powiecie święciańskim, w gminie Daugieliszki.
W 1931 w 1 domu zamieszkiwało 5 osób.
Miejscowość należała do parafii rzymskokatolickiej w Daugieliszkach. Podlegała pod Sąd Grodzki w Święcianach i Okręgowy w Wilnie; właściwy urząd pocztowy mieścił się w Daugieliszkach.